# Hispaniola
La Hispaniola (forma llatinitzada de l'espanyol La Española) és una illa del grup de les Grans Antilles, al mar Carib, situada al sud-est de Cuba i a l'oest de Puerto Rico. És la segona illa més gran de les Antilles i del mar Carib, després de Cuba, amb una superfície de 76.480 km², una longitud de 650 km i una amplada màxima de 241 km. Des de fa 150 anys és anomenada Santo Domingo i també Haití.
Actualment, el seu territori està dividit en dos estats: Haití ocupa el terç occidental de l'illa i els dos terços orientals corresponen a la República Dominicana.
| Estat                | Població (01-07-2002 est.) | Superfície (km²) | Densitat (per km²) |
| -------------------- | -------------------------- | ---------------- | ------------------ |
| Haití                | 7.063.722                  | 27.750           | 255                |
| República Dominicana | 8.721.594                  | 48.730           | 179                |
| Totals               | 15.785.316                 | 76.480           | 206                |

## Noms de l'illa
Segons l'únic testimoni de Pere Màrtir d'Angleria, els taïnosanomenaven l'illa Quisqueya (o Kiskeya), nom que en l'actualitat és utilitzat a tots dos estats i hi fa referència, particularment, l'himne nacional de la República Dominicana, Quisqueyanos valientes. Aquest nom, però, almenys tal com el transcriví Anglería (Quizqueia), no sembla tenir una estructura pròpia de la llengua arawak.
Gonzalo Fernández de Oviedo, Bartolomé de las Casas i el mateix Anghiera indicaren que l'illa era anomenada Haití pels indígenes, amb una h inicial que s'ha d'entendre aspirada (les formes Ayiti i variants corresponen a pronúncies criolles). El corònim, que significaria "país muntanyós" o "muntanya dins el mar" en llengua arauac, sembla que corresponia inicialment a la regió nord-oriental de l'actual República Dominicana coneguda actualment com los Haitises. En el mapa més antic que es coneix de l'illa, traçat per Andrés de Morales, la zona és anomenada Montes de Haití. Aquesta denominació fou reintroduïda el 1804 per anomenar l'Haití independent i fins i tot l'actual República Dominicana fou coneguda breument com a Haití Espanyol. Un tercer nom indígena de l'illa és Bohio (o Tohio).
Els espanyols, per la semblança que hi van veure amb els paisatges ibèrics, l'anomenaren Española, nom que fou llatinitzat pels tractadistes (Anghiera), als documents i als mapes en Hispaniola (literalment, "petita Espanya"), amb el qual, per la via de les traduccions, ha passat a altres llengües. Els colonitzadors espanyols també l'anomenaren Santo Domingo per extensió del nom de la capital, i els francesos n'adoptaren la traducció, Saint-Domingue.

## Geografia

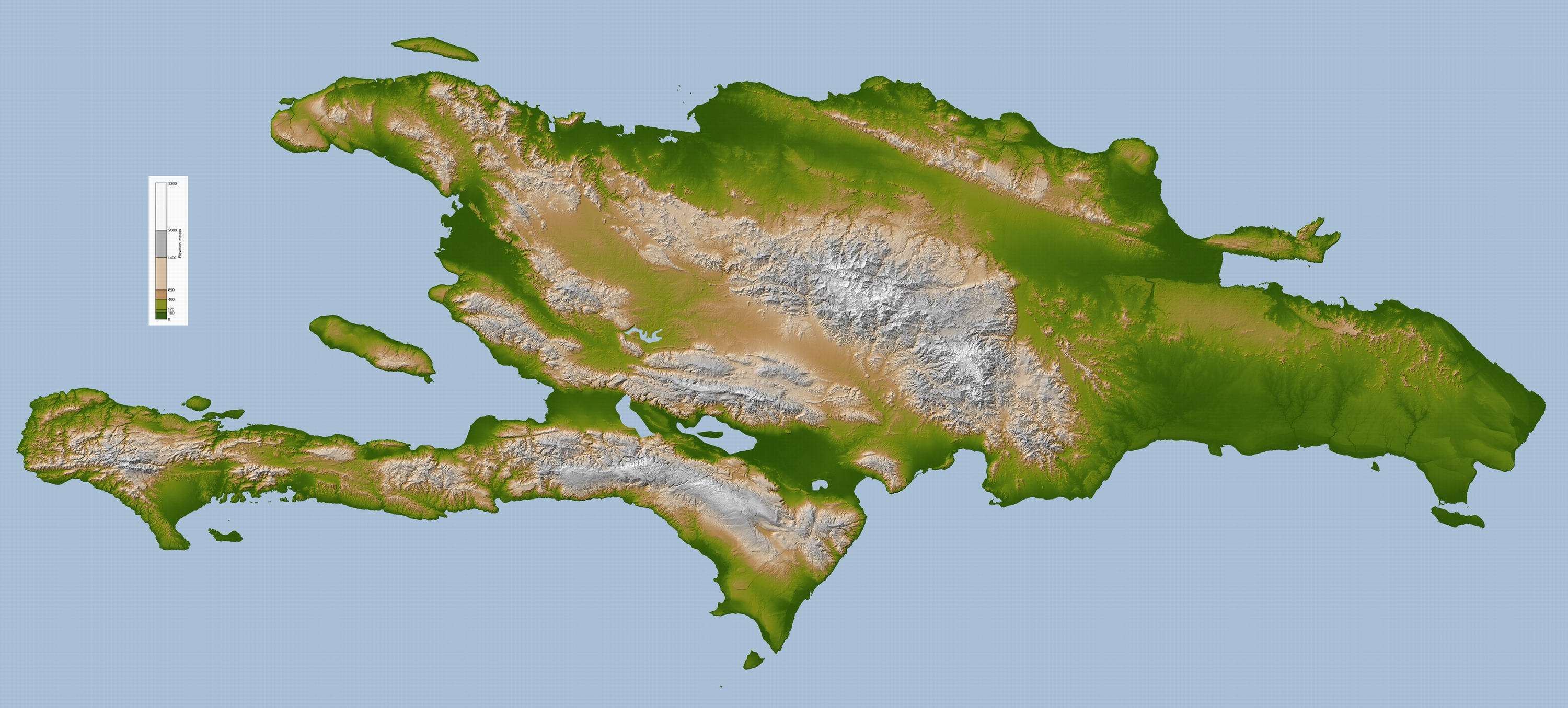
Mapa físic de la Hispaniola

Geològicament, la Hispaniola, com les altres Grans Antilles i a diferència de les Petites Antilles, forma part de la massa continental. Constitueix el nus orogràfic del mar Carib. El relleu està marcat per un conjunt complicat de plegaments muntanyosos, constituïts principalment per la Cordillera Central, la Cordillera Meridional i la Cordillera Septentrional. La muntanya més alta és el Pico Duarte (3.175 m sobre el nivell del mar), situat al centre de l'illa i que constitueix el punt més elevat de les Antilles.
La regió sud-occidental presenta dues bandes muntanyoses principals, l'una al nord i l'altra al sud, separades per la plana del Cul-de-Sac, a l'extrem occidental de la qual hi ha Port-au-Prince, i el llac Azueï, a Haití, i pel llac Enriquillo, la plana de Neiba i la llacuna del Rincón, a la República Dominicana. Aquesta regió plana correspon a un antic braç de mar que, en temps geològics, dividia la Hispaniola en dues illes diferents. Les diverses masses lacustres, que són salades, en són restes, i es troben a un nivell més baix que el del mar, cosa que les condemna a evacuar-se només a través de l'evaporació.
Els rius més importants són el Yaque del Norte i el Yuma, al nord, i el Yaque del Sur i l'Antibonite, al sud.
El clima de la Hispaniola és tropical, amb una temperatura mitjana anual de 25 °C i pluges superiors als 1.500 mm. El bosc humit cobreix aproximadament el 50% de l'illa, especialment al nord i a l'est, i de forma predominant a les terres baixes però pujant fins als 2.100 metres d'altitud. El bosc sec ocupa aproximadament un 20% de la superfície, a la solana de les muntanyes del sud i de l'oest i a la vall de Cibao, al centre-nord de l'illa. Els boscos de pins ocupen el 15% més muntanyós, pel damunt dels 850 m d'altitud. La zona humida d'Enriquillo és una regió d'aiguamolls i de sabanes que envolta una cadena de llacs i llacunes que inclou el llac Enriquillo, la llacuna Rincón i el llac Caballero a la República Dominicana i els llacs Azueï i Trou Caïman a Haití.

## Història

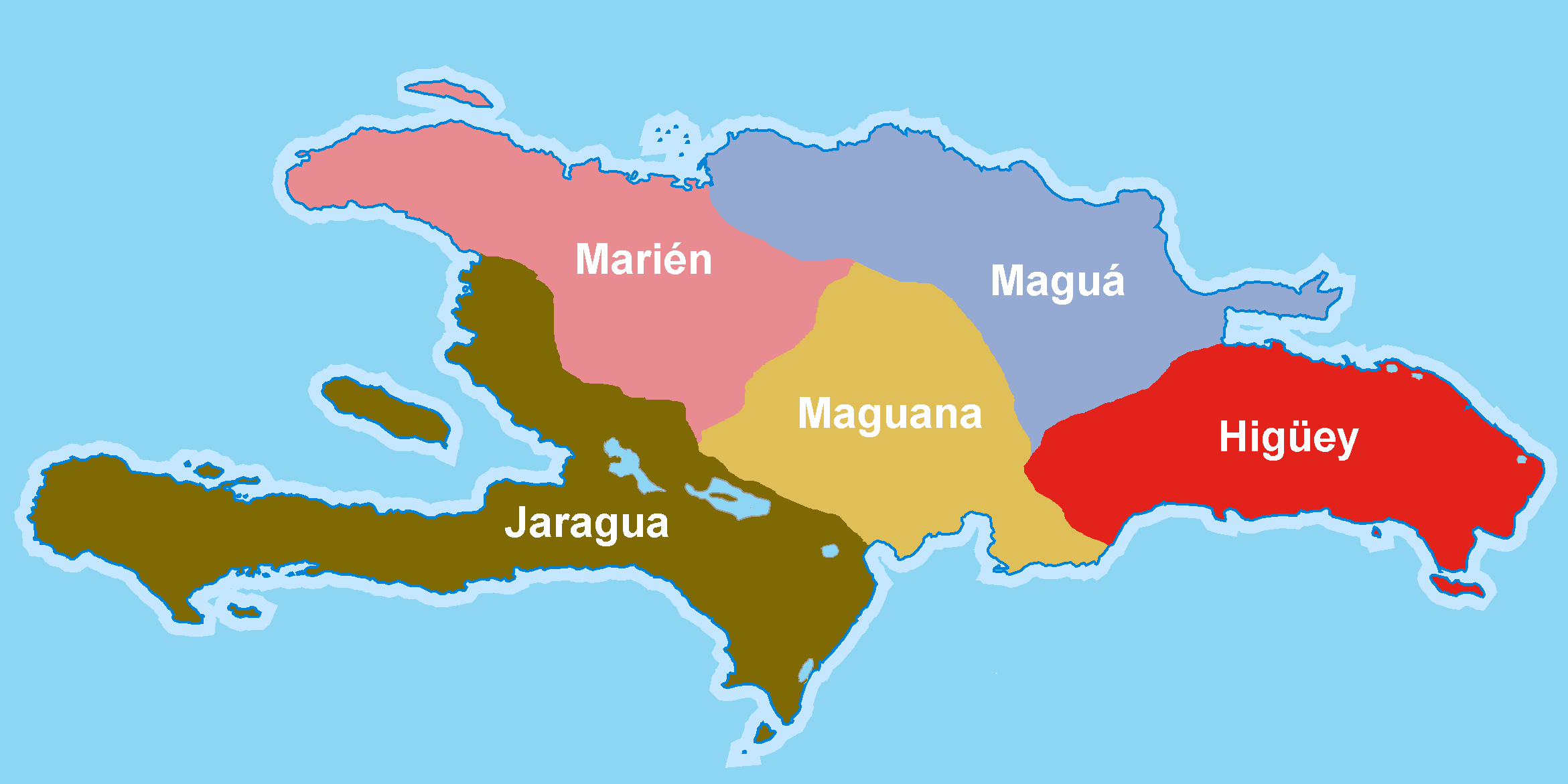
Cacicats de la Hispaniola

Abans de l'arribada dels europeus, l'illa era habitada pels taïnos, de la família dels arauacs, que, sotmesos als caribs, se la distribuïen en cinc unitats polítiques al capdavant de cadascuna de les quals hi havia un cacic.
Cristòfor Colom hi va desembarcar el 5 de desembre de 1492, durant el seu primer viatge.Els índígenes de primer van rebre pacíficament els nouvinguts, i pocs dies després l'almirall va fer construir a la costa nord de l'actual Haití, comptant amb la col·laboració del cacic local Guarionex, el fort de la Navidad amb les restes de la nau Santa María, que constituí el primer assentament europeu a Amèrica. Destruït pels indígenes, un any més tard, durant el seu segon viatge, Colom va fundar, més a l'est, a l'altra banda de l'actual frontera, un segon assentament que va anomenar La Isabela, en honor de la reina Isabel la Catòlica, i que fou la primera ciutat europea al Nou Món. La colonització real, però, no començà fins a poc més tard, amb l'arribada de Bartolomé Colom, germà menor de l'almirall, i de 1.300 homes, amb els quals fundà una nova colònia, Nueva Isabela. Destruïda poc després per un huracà, el 1502 fou traslladada a l'altre costat del riu Ozama i rebatejada amb el nom de Santo Domingo de Guzmán. A la ciutat, l'actual Santo Domingo, hi foren bastits la primera catedral, el primer hospital i la primera universitat d'Amèrica.

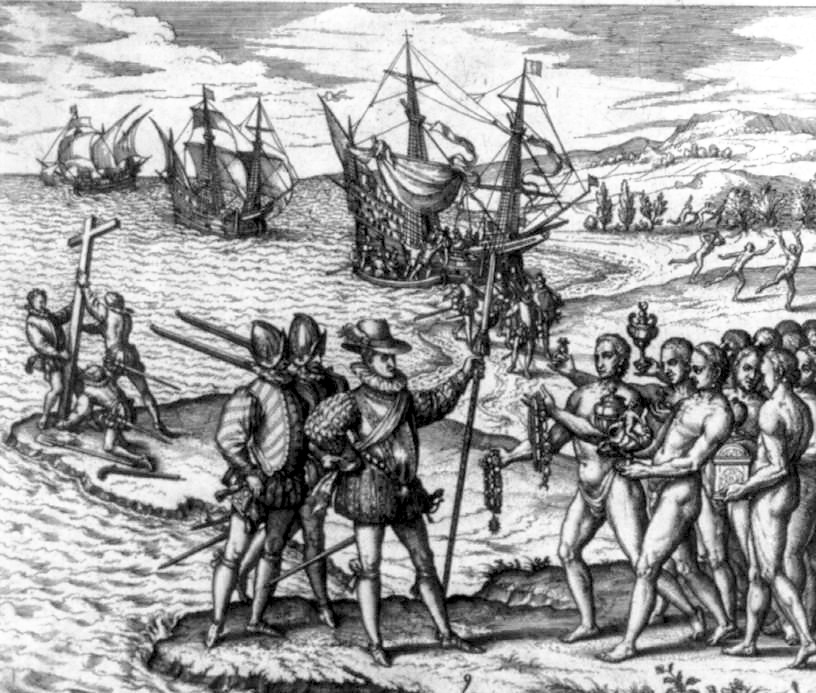
Gravat que representa l'arribada de Cristòfor Colom a la Hispaniola

Els espanyols van sotmetre els taïnos a treballs intensos i forçats, que amb les noves malalties dutes d'Europa van fer minvar la població fins a la pràctica desaparició d'aquesta ètnia, que va passar de cap a 400.000 individus el 1492 a uns 60.000 vers 1510 i a només unes dotzenes cap a 1535. Les rebel·lions indígenes foren sovintejades i reprimides violentament, i es donaren nombrosos suïcidis col·lectius. Excepcionalment, entre 1519 i 1533 alguns grups d'indígenes liderats pel cacic Enriquillo (Guarocuya) tingueren èxit i aconseguiren millorar la seva situació. Després d'això, els espanyols van haver de compensar la manca de treballadors forçats amb la importació d'esclaus negres des d'Àfrica, iniciada el 1501, que resultaven més resistents per als durs treballs a les mines i a les plantacions, i així s'originà una nombrosa població mulata i les creences del vudú, encara vives a l'illa, sobretot a Haití.
Els colonitzadors centraren l'explotació de l'illa, durant una primera etapa, en l'extracció d'or. Més tard s'introduí el conreu de la canya de sucre, que va decaure en el segle xvii i fou substituït pel de tabac, gingebre i cafè, i per la ramaderia. Actualment, la canya de sucre ocupa un terç del territori conreat a la República Dominicana, on constitueix el primer producte d'exportació.

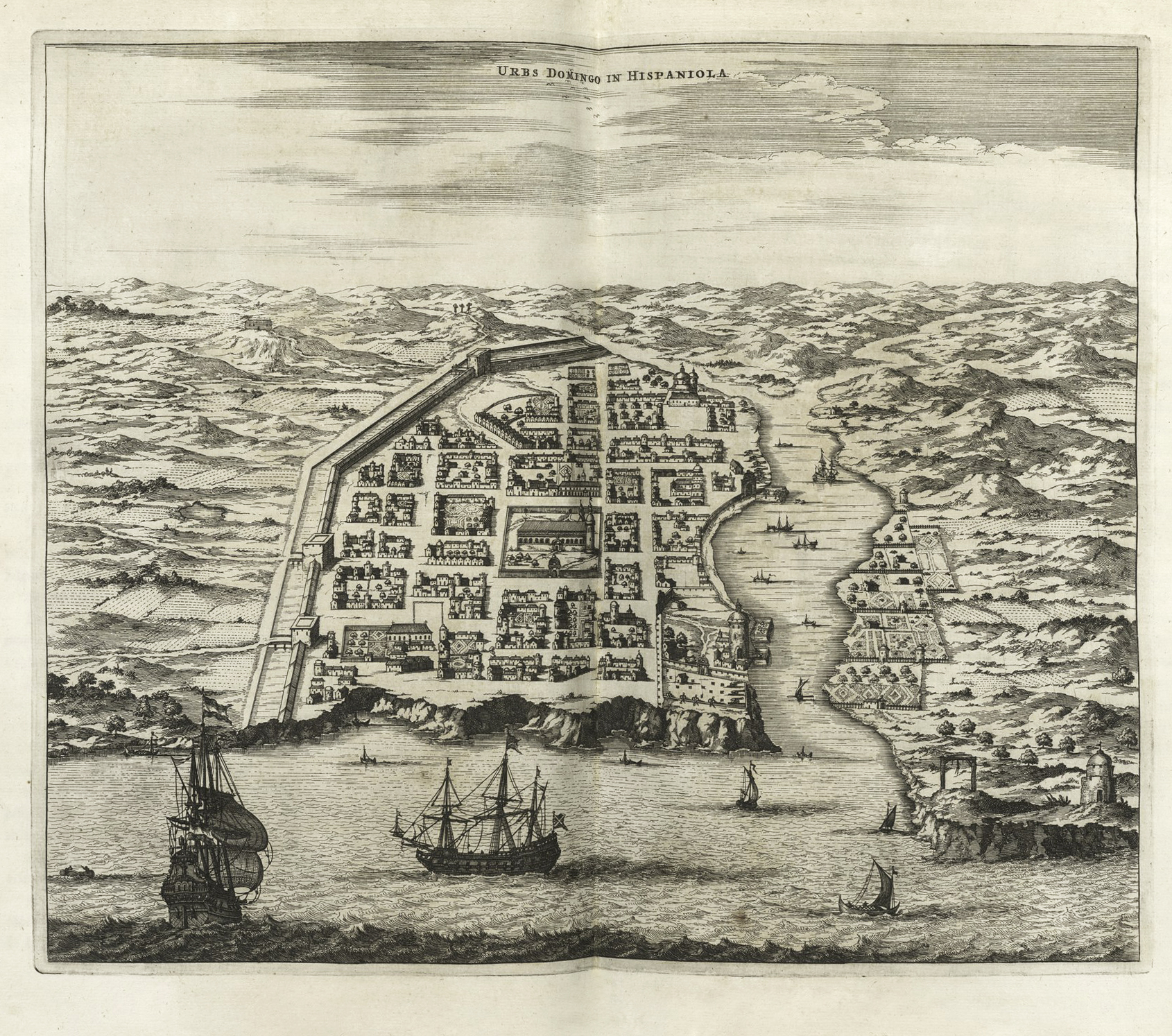
Vista de Santo Domingo (1671)

La ciutat més poblada de l'illa és Santo Domingo, l'actual capital de la República Dominicana, que conserva nombrosos edificis de la primera època colonial. El 1606, seguint ordres de Felip III, van ser destruïdes les ciutats de Puerto Plata, Motecristi, Bayaja i Yaguana, per considerar-les focus de contraban amb els Països Baixos i Anglaterra, i es forçà el replegament de la població cap a la zona de Santo Domingo. Amb els habitants de Bayaja i Yaguana es va fundar la nova ciutat de Bayaguana i amb els de Puerto Plata i Montecisti, la de Monte Plata. Aquest esdeveniment crucial en la història de l'illa és conegut com les «devastacions d'Osorio» (degut a Antonio Osorio, llavors governador espanyol de l'illa), i va comportar una paràlisi econòmica tan gran, a causa de l'abandonament de l'agricultura i la ramaderia, que a partir de 1604 va caldre el «situado», uns fons especials procedents de la colònia de Nova Espanya, per poder pagar els salaris dels funcionaris de la Hispaniola i de Puerto Rico.

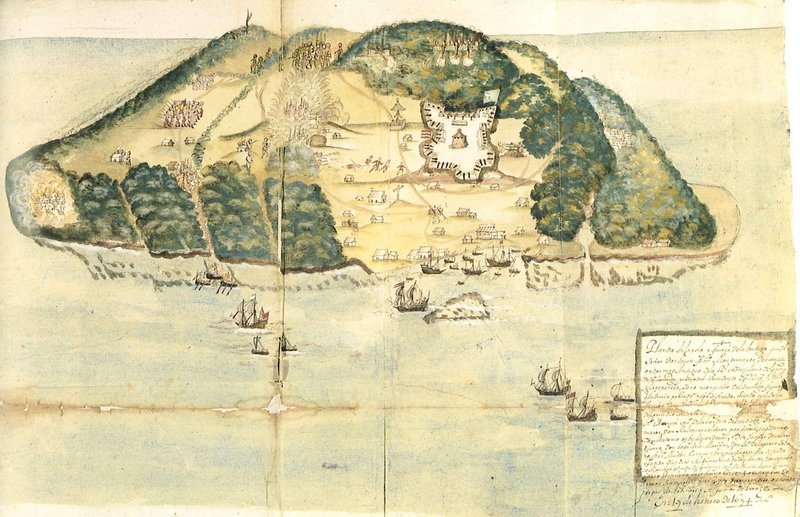
Illa Tortuga

A conseqüència de la seva posició geogràfica estratègica, la Hispaniola va atreure aviat altres potències europees, principalment Anglaterra, els Països Baixos i França, disposades a disputar-ne el domini als espanyols, que amb les noves possessions al continent havien minvat el seu interès en l'illa. Les devastacions d'Osorio van facilitar-ne la penetració a l'extrem occidental de l'illa. Des de principis del segle xvii, els filibusters francesos, instal·lats a l'illa de la Tortuga, atacaven els galions espanyols que feien la ruta d'Espanya. La meitat occidental de l'illa va caure en mans dels bucaners, que avituallaven de carn els filibusters. Lluís XIV va nomenar el primer governador de la colònia de Saint-Domingue el 1665. França va aconseguir assegurar-se el domini d'aquesta part de l'illa (l'actual estat d'Haití) amb el tractat de Rijswijk (1697), després ampliat per la Pau de Basilea (1795) a tot el conjunt de l'illa.
Aviat la part occidental de l'illa, anomenada la Perla de les Antilles, va superar l'oriental en importància i població. En vigílies de la Revolució Francesa, la colònia de Saint-Domingue tenia una prosperitat i riquesa sense igual a les Antilles, i en 1789 era el principal productor mundial de sucre i cafè; la colònia, de fet, representava la meitat del subministrament mundial de cafè. El seu comerç exterior representava més d'un terç del de la França continental i un de cada vuit francesos en vivia directament o indirecta. Els haitians, primer durant la Revolució haitiana a la dècada del 1790, i després entre 1821 i 1844, van arribar a conquerir la part occidental de l'illa. De fet, la població de la República Dominicana no va ser superior a la d'Haití fins pels volts de 1970.
El 1804, Jean-Jacques Dessalines proclamà la independència de la colònia francesa, que va prendre el nom de República d'Haití i fou la primera república negra del món. A la part oriental de l'illa, els criolls optaren per la reintegració a Espanya el 1809, després de la capitulació dels napoleònics, però el 1821 proclamaren la independència sota el nom de República Dominicana. L'emancipació fou frustrada per la invasió haitiana i l'ocupació subsegüent, que no la van fer possible fins a 1844. L'esclavitud fou abolida a Haití el 1793 i a l'est durant l'ocupació del 1821.

## Mapes històrics

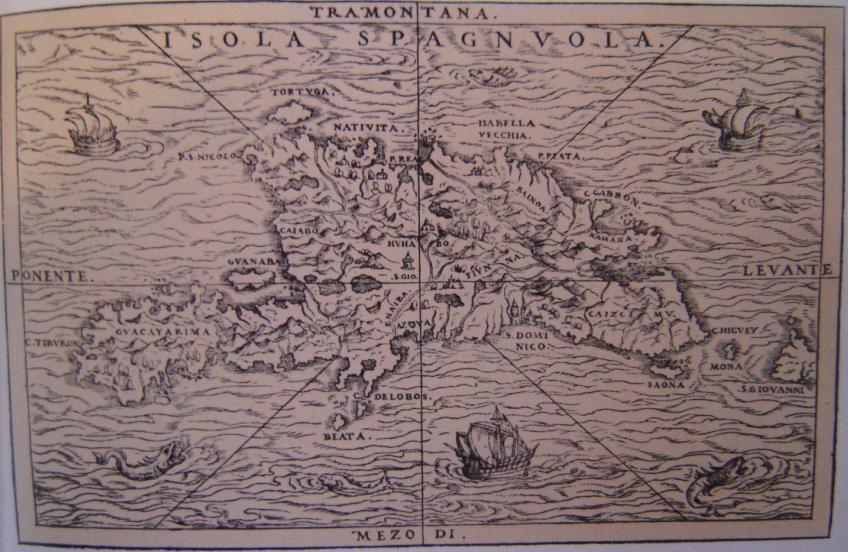
G. B. Ramusio, Navigazioni e Viaggi (Venècia, 1565)
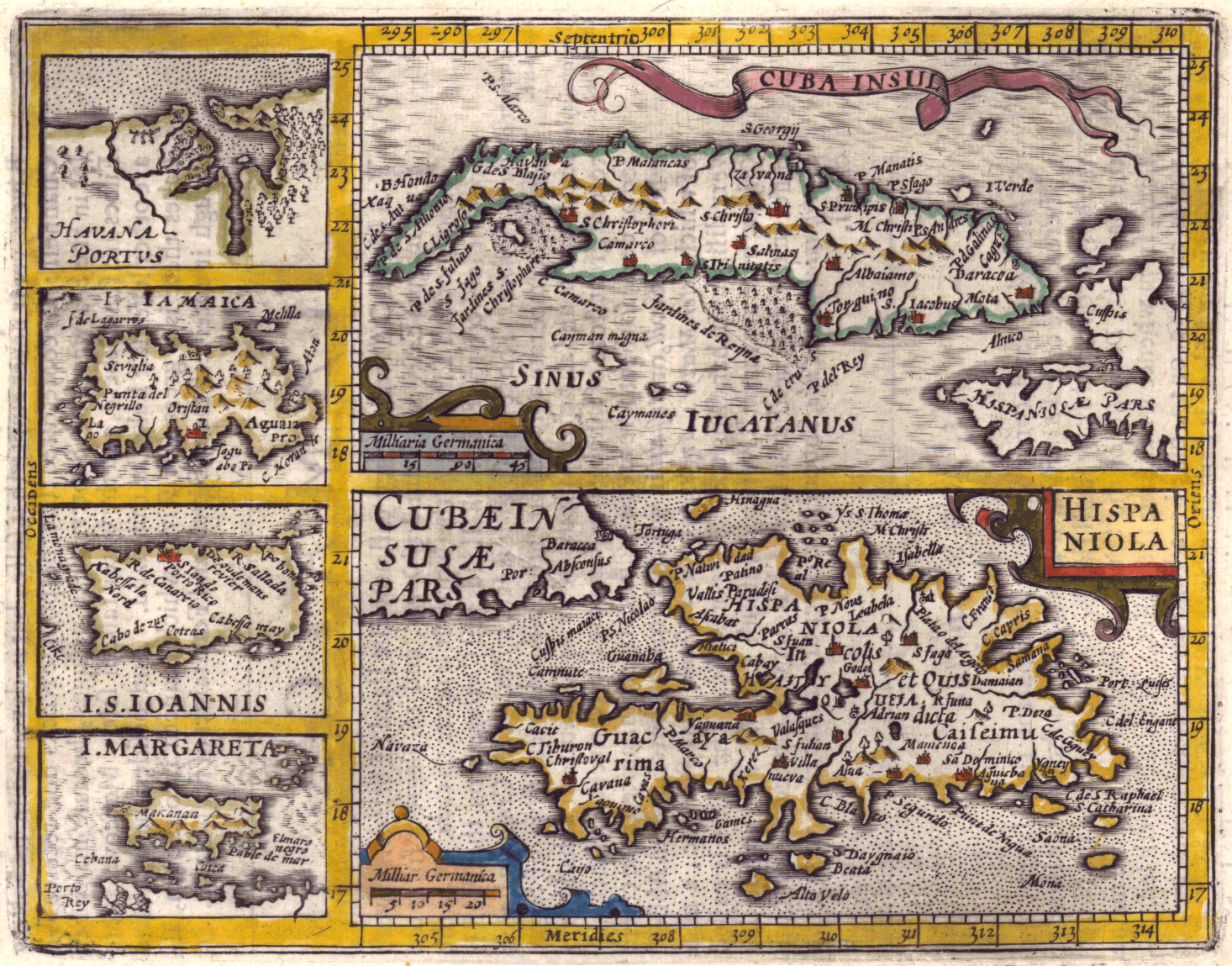
Jodocus Hondius (c. 1625)
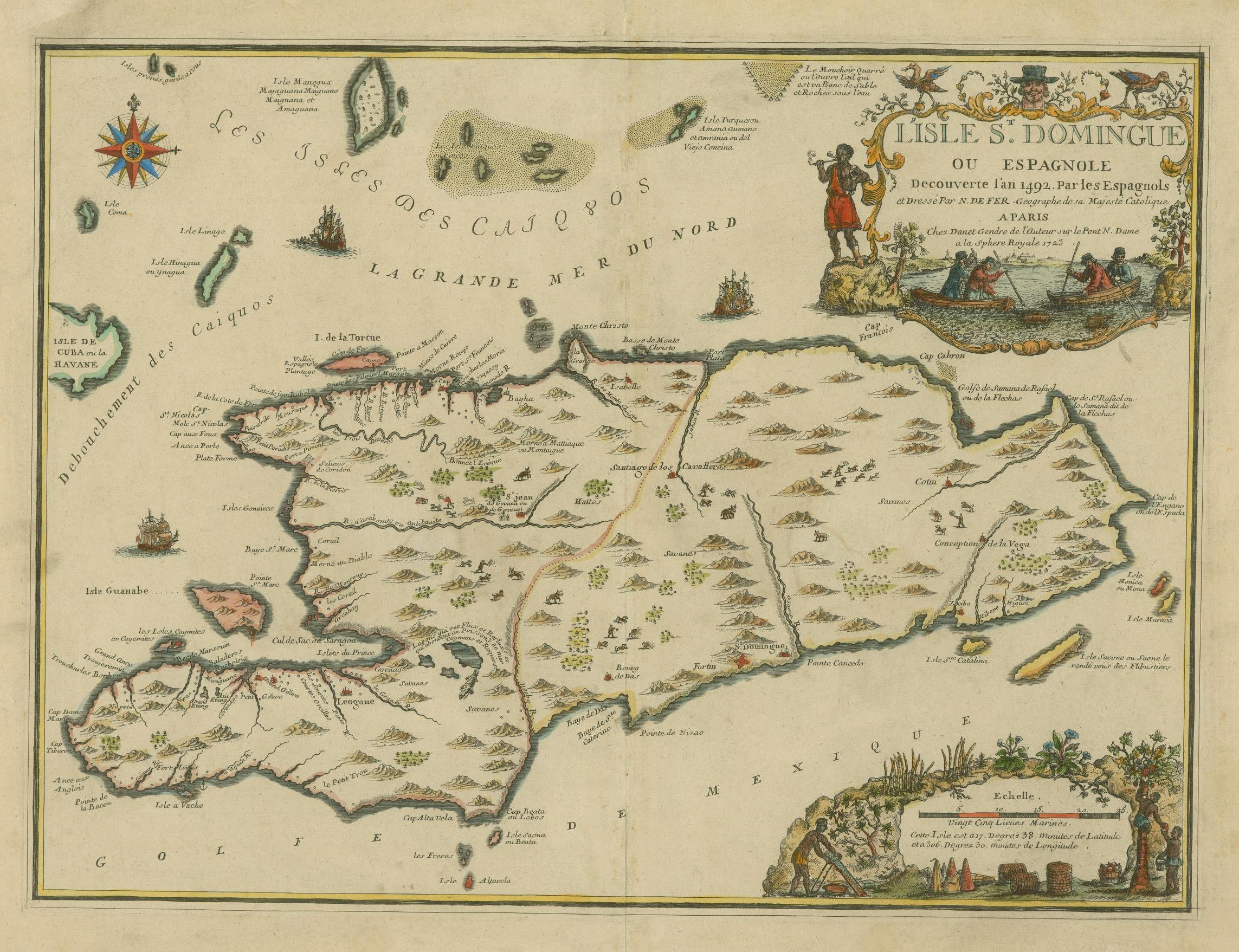
Nicolas de Fer (París, 1723)

## Projecció
La Hispaniola és el nom de la goleta en la qual embarquen els herois de la novel·la L'illa del tresor de Robert Louis Stevenson.